# Pargali Ibrahim Pascià
Pargali Ibrahim Pascià, noto anche come Frenk Ibrahim Pascià (l'occidentale), Makbul Ibrahim (il favorito) e Maktul Ibrahim (il giustiziato, dopo la sua morte); (Parga, 1º gennaio 1493 – Costantinopoli, 15 marzo 1536), è stato un funzionario ottomano, il primo Gran Visir nominato dal sultano Solimano il Magnifico dell'Impero ottomano. Nel 1523 sostituì Piri Mehmed Pascià, nominato nel 1518 dal padre di Solimano, il sultano Selim I, e mantenne il suo incarico per tredici anni. Serraschiere di Solimano durante l'Assedio di Vienna, raggiunse un livello di importanza e influenza sul sultano raggiunta da pochi Gran Visir prima di lui ma ciò nonostante, nel 1536, venne condannato a morte dal sultano e le sue proprietà vennero confiscate.

## Biografia
Ibrahim era un Çam, e nacque nella città di Parga (attuale Grecia), a quei tempi terra della Repubblica di Venezia. Venne catturato durante il conflitto veneto-ottomano (1499-1502), quando i turchi attaccarono Paxo (cfr. Spandugnino, secondo Sanudo l'unico attacco a tale località avvenne il 20 marzo 1501). Venne venduto come schiavo, all'età di sei anni, a Skender Pasha, che lo preparò a lavorare nel palazzo del sultano ottomano in costruzione a Manisa nell'ovest dell'Anatolia. Lì fece amicizia con Solimano (figlio del sultano futuro Selim I, salito al trono nel 1512), che aveva la sua stessa età (anche se recenti ricerche basate su fonti veneziane indicano la strada verso Edirne come il luogo del primo incontro, precisamente Büyükçekmece), e pian piano scalò i gradi della scala gerarchica nel palazzo, divenendo falconiere del sultano. Le sue promozioni furono così veloci che ad un certo punto chiese al sultano di non promuoverlo troppo spesso per evitare gelosie negli altri dipendenti. Impressionato dalla sua modestia, Solimano gli giurò che non sarebbe mai stato messo a morte durante il suo regno. Dopo essere stato nominato Gran Visir, continuò a ricevere molti regali dal sultano, ed il suo potere nell'Impero ottomano fu assoluto. Fra i molti titoli, era anche ufficiosamente noto come "il più bell'uomo dell'impero."
Si è a lungo creduto che avesse sposato la sorella maggiore di Solimano, Hatice Sultan, ma una ricerca di inizio secolo dimostrò che tale matrimonio era privo di prove e basato su interpretazioni errate delle fonti, che descrivevano il matrimonio di Ibrahim "ricco come quello di una principessa". Il ritrovamento di nuove fonti veneziane e ottomane, nonché di una lettera di Ibrahim ha permesso di identificare sua moglie come Muhsine Hatun, una ragazza dell'élite ottomana figlia dello stesso Skender e sorella del governatore Hürrem Pasha. Il matrimonio doveva servire a introdurre Ibrahim nella cerchia elevata ottomana, da cui era rifiutato a causa delle sue origini. Il matrimonio si rivelò felice, malgrado le riserve iniziali della sposa, e i due ebbero almeno un figlio, Mehmed Şah Bey (morto nel 1539).  
Il suo magnifico palazzo esiste ancora oggi ad Istanbul ed ospita il Museo di arte turca e islamica. Gli sono state attribuite origini slave, italiane (più precisamente genovesi) o anche albanesi o ebraiche, in considerazione del fatto che conoscesse molte lingue, ma non legate ad alcun elemento concreto. Vengono citati molti indizi che si riferiscono al periodo del suo potere, come il fatto che scelse di costruire il suo palazzo in vista di Atmeydanı (oggi piazza Sultanahmet) ad Istanbul (il famoso ippodromo di Costantinopoli degli imperatori bizantini di fronte ad Hagia Sophia. Costruì il suo palazzo secondo un disegno che è chiaramente difensivo, ed il suo palazzo, che è l'unica residenza costruita da qualcuno al di fuori della dinastia ottomana a meritare di essere definita tale, oggi ospita il Museo di arte turca e islamica.

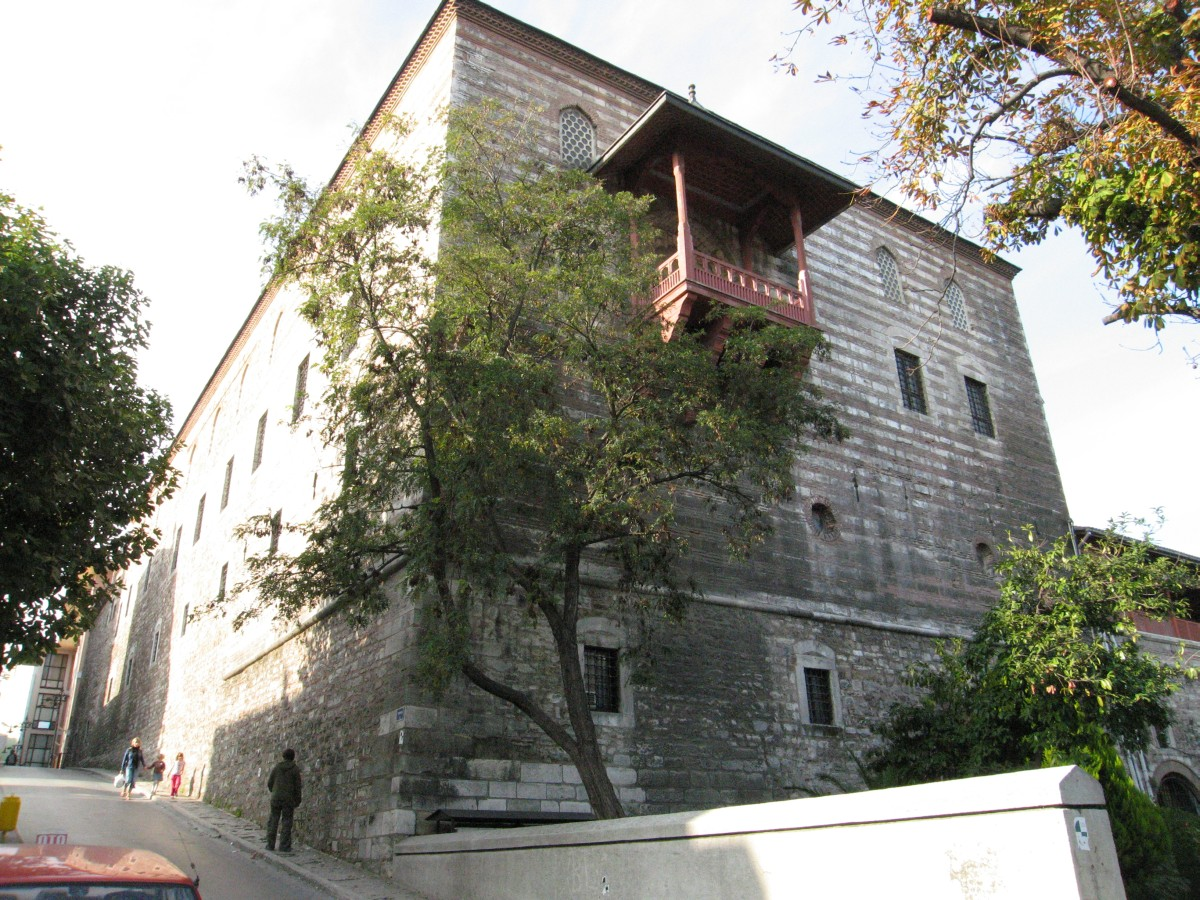
Il palazzo di Pargali Ibrahim Pascià a Sultanahmet, Istanbul.

Sul fronte diplomatico nei suoi rapporti con la cristianità occidentale, Ibrahim riuscì a realizzare un successo completo. Dipingendosi come "il vero potere dietro all'impero ottomano", Ibrahim usò una varietà di tattiche per negoziare favorevolmente con i capi delle nazioni cattoliche. I diplomatici della Repubblica di Venezia lo chiamarono "Ibrahim il Magnifico", donandogli lo stesso soprannome dato al suo sultano. Nel 1533, convinse Carlo V d'Asburgo a trasformare l'Ungheria in uno stato vassallo dell'Impero ottomano. Nel 1535, realizzò un trattato monumentale con Francesco I di Francia che concedeva accordi commerciali favorevoli all'interno dell'impero ottomano in cambio di un'alleanza contro gli Asburgo. Questo accordo pose le basi per l'alleanza franco-ottomana che consentì l'unione delle flotte francese e ottomana a Nizza nel 1543, dove si radunò l'intera flotta ottomana per delle manovre congiunte con quella francese.
Un comandante di grado elevato dell'esercito ottomano, disse che Ibrahim decadde dalle grazie del sultano per un'imprudenza da lui commessa durante una campagna contro l'Impero persiano Safavida, quando egli si attribuì un titolo che comprendeva la parola sultano. Questo incidente dide vita ad una serie di eventi che terminarono nella sua esecuzione capitale nel 1536, tredici anni dopo essere stato nominato Gran Visir. Si è anche detto, secondo alcune fonti, che Ibrahim Pascià sia stato vittima di Hürrem Sultan (moglie legale ufficiale di Solimano) che mal tollerava l'influenza crescente di Ibrahim sul sovrano, ed in particolare il suo appoggio per la successione al trono di Şehzade Mustafa, figlio di Solimano e della concubina Mahidevran Hatun. Mustafà venne poi ucciso per ordine di suo padre il 6 ottobre 1553, si specula, senza prove concrete, a seguito di una serie di complotti messi in atto da Hürrem per favorire l'ascesa al trono di suo figlio Selim II.
Poiché Solimano aveva giurato di non mettere a morte Ibrahim durante il suo regno, egli invocò una fatwā che gli permise di giurare di nuovo, costruendo poi una moschea ad Istanbul. Egli annunciò la fatwa una settimana prima dell'esecuzione di Ibrahim e cenò con lui sette volte prima dell'esecuzione, così da dare al suo amico d'infanzia l'opportunità di abbandonare il paese o di chiedere la grazia al sultano. Fu scoperto più tardi, nelle lettere di Ibrahim, che egli era consapevole della situazione ma ciononostante decise di rimanere.
Solimano si rattristò dell'esecuzione di Ibrahim ed il suo carattere s'incupì. I suoi rammarichi sono riflessi nei suoi poemi nei quali, anche dopo venti anni, tratta continuamente i temi dell'amicizia, dell'amore e della fiducia tra amici, spesso alludendo ai tratti del volto ed al carattere di Ibrahim.